# Diana Damrau
Diana Damrau (născută 31 mai 1971, Günzburg an der Donau, Germania) este o soprană de coloratură, solistă a Wiener Staatsoper și activă pe alte diferite scene ale lumii. 

## Biografie

### Carieră
Diana Damrau a început studiile sale muzicale cu Carmen Hanganu la conservatorul Musikhochschule Würzburg, iar după absolvirea acestuia a lucrat în Salzburg cu Hanna Ludwig. Primele sale apariții pe scena lirică au fost la Würzburg, respectiv la Nationaltheter din Mannheim și la Opera din Frankfurt am Main. După debutul său plin de succes, solista a concertat pe multe din scenele importante ale lumii, printre care se pot menționa Wiener Staatsoper, Metropolitan Opera din New York City, Royal Opera House din Londra, the Bayerische Staatsoper din München și la Festivalul Mozart de la Salzburg. La redeschiderea celebrelei Teatro alla Scala din Milano în 2004, Diana Damrau a fost invitată să interpreteze rolul titular din opera Europa riconosciuta de Antonio Salieri, sub bagheta lui Riccardo Muti.
Personajul Regina nopții din opera Flautul fermecat a compozitorului austriac Wolfgang Amadeus Mozart a fost rolul pe care Diana Damrau l-a interpretat cel mai frecvent până astăzi, fiind prezentă în peste 15 puneri în scenă pe diferite scene ale lumii, incluzând cele de la Covent Garden, Festivalul Salzburg, Opera de Stat din Viena, Metropolitan Opera, Oper Frankfurt și Opera de Stat din Bavaria, München. Alte roluri din repertoriul său, potrivite pentru vocea sa impecabilă de soprană de coloratură, includ Konstanze, Blondchen, Zerbinetta, Rosina, Gilda, Norina, Europa, Olympia și Oscar. Solista interpretează și alte roluri în registrul acut incluzănd Sophie, Adina, Susanna, Zaide, Gretel, Ännchenn, Marzelline, Leïla și Zdenka.

## Performanțe notorii
- La Scala, Milano – Europa riconosciuta, în rolul Europei - Le nozze di Figaro, în rolul Susanna
- The Metropolitan Opera, New York City – Die Zauberflöte, în rolul Reginei Nopții - Die Zauberflöte, în rolul Paminei - Ariadna pe Naxos, în rolul Zerbinetta - Il Barbiere di Siviglia, în rolul Rosina - Die ägyptische Helena, în rolul Aithra - Die Entführung aus dem Serail, în rolul Konstanze - Rigoletto, (Gilda), Traviata, (Violetta)
- The Royal Opera – Die Zauberflöte, în rolul Reginei Nopții - Arabella, în rolul Fiakermilli - Ariadne auf Naxos, în rolul Zerbinetta, 1984 în dublul rol Gym Instructor / Drunken Woman
- Vienna State Opera – Die Fledermaus (Adele), Rigoletto (Gilda), Ariadne auf Naxos (Zerbinetta), Der Riese vom Steinfeld de Friedrich Cerha (Mica femeie), Le nozze di Figaro (Susanna), Răpirea din serai (Konstanze), Die Zauberflöte (Regina nopții)
- Salzburg Festival – Die Entführung aus dem Serail (Blondchen / Konstanze), Ascanio in Alba (Fauno), Die Zauberflöte (Regina nopții), Le nozze di Figaro (Susanna)
- Bayerische Staatsoper, München – Die Zauberflöte (Regina nopții), Die Entführung aus dem Serail (Konstanze), Arabella (Zdenka), Ariadne auf Naxos (Zerbinetta), Rigoletto (Gilda), Le nozze di Figaro (Susanna), Der Rosenkavalier (Sophie), Fidelio (Marzelline), Der Freischütz (Ännchen), Die Fledermaus (Adele)

## Înregistrări
Damrau a semnat un contract de înregistrări exclusiv cu casa de discuri EMI/Virgin. 

## Onoruri și premii
- 1999 - Votată "Young Singer of the Year" într-un sondaj de opinie al revistei Opernwelt
- 1999 - Câștigătoarea celui de-al șaptelea concurs International Mozart Competition, Salzburg, Austria
- 2004 - Laureata premiului "Star of the Year" al cotidianului Münchner Abendzeitung
- 2005 - Laureata premiului "Rose of the Year" al ziarului Münchener Tageszeitung
- 2006 - Numită "Bavareza anului" de către Bayerischer Rundfunk
- 2006 - A cântat împreună cu Plácido Domingo la Three Orchestras Gala  în München la deschiderea Cupei mondiale 2006 din Germania
- 2007 - Prezentată pe coperta din luna martie 2007 a ediției Opera News, respectiv pe coperta ediției din mai a revistei Opera.
- 2007 - Primește titlul de Bayerische Kammersänger în München în ziua de 10 iulie 2007 de la ministrul bavarez al artelor Thomas Goppel
- 2007 - Premiul EON pentru cultură
- 2008 - Premiul criticilor germani – Preis der deutschen Schallplattenkritik – pentru discul Aria di Bravura